# Кири лез Ивје
Кири лез Ивје (фр. Cuiry-lès-Iviers) насеље је и општина у североисточној Француској у региону Пикардија, у департману Ен (Пикардија) која припада префектури Лаон.
По подацима из 2011. године у општини је живело 37 становника, а густина насељености је износила 7,72 становника/km². Општина се простире на површини од 4,79 km². Налази се на средњој надморској висини од 168 метара (максималној 221 m, а минималној 162 m).

## Демографија
| 1962. | 1968. | 1975. | 1982. | 1990. | 1999. | 2011. |
| ----- | ----- | ----- | ----- | ----- | ----- | ----- |
| 60    | 66    | 50    | 48    | 40    | 40    | 37    |

График промене броја становника у току последњих година